# ولادو بوچکووسکی
ولادو بوچکووسکی (مقدونی: Владо Бучковски؛ زادهٔ ۲ دسامبر ۱۹۶۲) یک سیاست‌مدار و وکیل اهل جمهوری مقدونیه است.وی از دسامبر ۲۰۰۴ تا اوت ۲۰۰۶ نخست‌وزیر این کشور بود.